# Kohei Yamamoto
Pour les articles homonymes, voir Yamamoto.
Kohei Yamamoto (山本 幸平, Yamamoto Kōhei), né le 20 août 1985 à Makubetsu, est un cycliste japonais spécialiste de VTT cross-country. Il termine 27e de l'épreuve olympique 2012.

## Palmarès en VTT

### Jeux olympiques
- Tokyo 2020
  - 29e du cross-country

### Coupe du monde
- Coupe du monde de cross-country
  - 20e en 2013
  - 34e en 2014
  - 57e en 2015
  - 40e en 2016
  - 71e en 2018

### Championnats d'Asie
- 2008
  -  Médaillé d'argent du cross-country
- 2009
  -  Champion d'Asie de cross-country
- 2010
  -  Champion d'Asie de cross-country
- 2011
  -  Champion d'Asie de cross-country
- 2012
  -  Champion d'Asie de cross-country
- 2013
  -  Champion d'Asie de cross-country
- 2014
  -  Champion d'Asie de cross-country
- Malacca 2015
  -  Champion d'Asie de cross-country
- Chainat 2016
  -  Champion d'Asie de cross-country
- Danao City 2018
  -  Champion d'Asie de cross-country
- Kfardebian 2019
  -  Médaillé d'argent du cross-country
  -  Médaillé d'argent du relais mixte
- Chiang Rai 2020
  -  Champion d'Asie de cross-country
  -  Champion d'Asie du relais mixte

### Jeux asiatiques
- Incheon 2014
  -  Médaillé de bronze du cross-country

### Championnats du Japon
- 2013
  -  Champion du Japon de cross-country
- 2014
  - 2e du championnat du Japon de cross-country
- 2015
  -  Champion du Japon de cross-country
- 2016
  -  Champion du Japon de cross-country
- 2017
  -  Champion du Japon de cross-country

## Palmarès en cyclo-cross
- 2004-2005
  - 3e du championnat du Japon de cyclo-cross
- 2005-2006
  -  Champion du Japon de cyclo-cross espoirs
- 2006-2007
  -  Champion du Japon de cyclo-cross espoirs
  - 3e du championnat du Japon de cyclo-cross
- 2007-2008
  - 2e du championnat du Japon de cyclo-cross
- 2011-2012
  - 3e du championnat du Japon de cyclo-cross
  - 3e du Nobeyama Cyclo Cross
- 2015-2016
  - 2e du championnat du Japon de cyclo-cross
  - 3e du Rapha Nobeyama Supercross Day 1 / Day 2